# MV Agusta 250 Bicilindrica

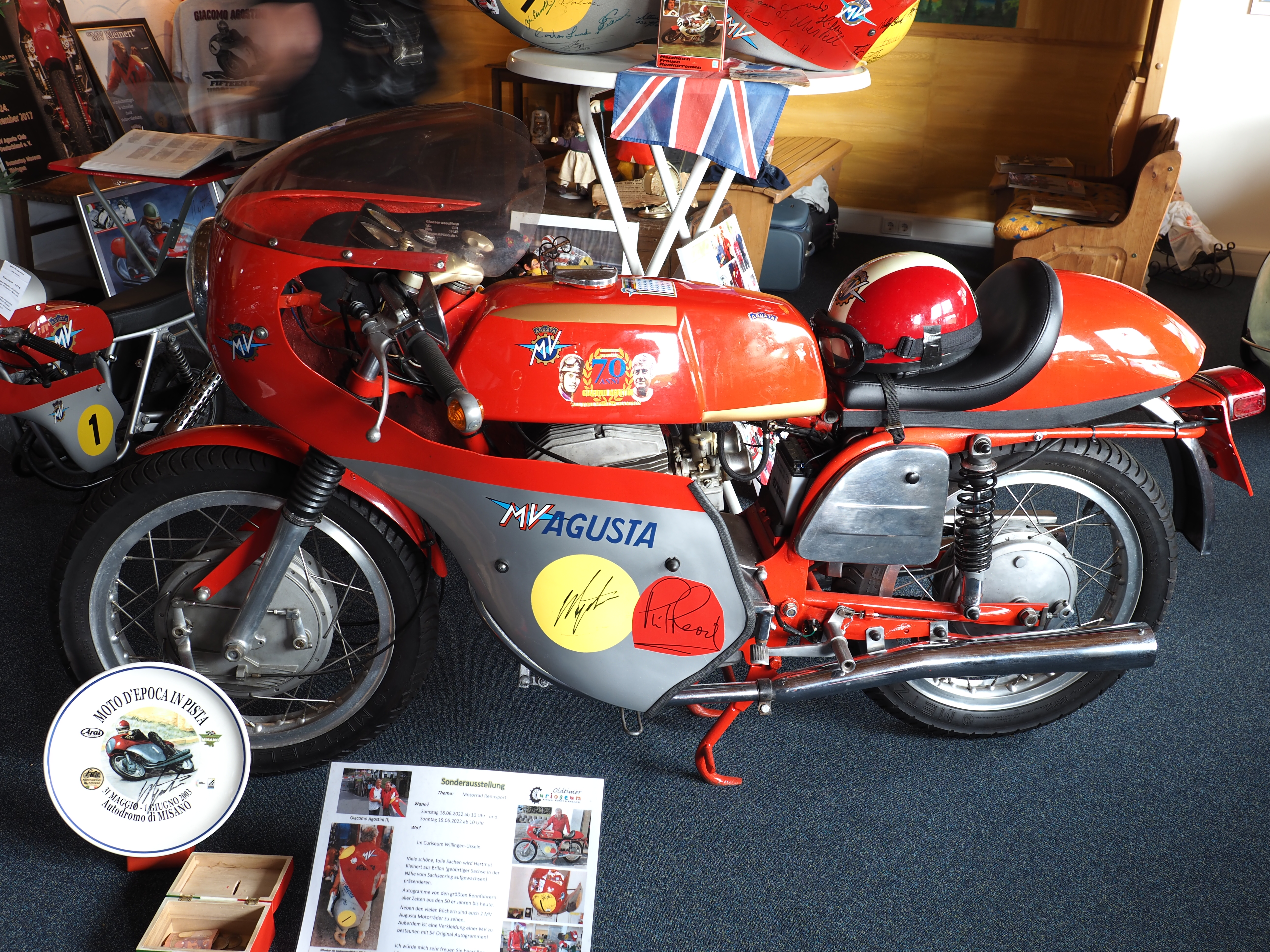
MV Agusta 250 Bicilindrica in Oltimer-Curioseum, Usseln Duitsland.

De MV Agusta 250 Bicilindrica was een 250 cc fabrieksracer van het Italiaanse merk MV Agusta.

## Voorgeschiedenis
MV Agusta was aan het einde van de jaren veertig begonnen met de deelname aan wegraces met motorfietsen en concentreerde zich aanvankelijk op de 125- en de 500cc-klasse. Voor de 125cc-klasse bouwde Piero Remor de 125 "Bialbero". Die machine moest echter worden opgeboord tot 175cc, want die klasse was in Italië nog steeds erg populair en bijna alle grote merken bouwden er productieracers voor. Deze 175cc-machine kon op haar beurt weer verder worden opgeboord tot iets boven de 200cc, waardoor men in 1955 kon starten in de 250cc-klasse met de MV Agusta 203 Bialbero die al na één race nog groter werd: 220cc. Met die machine werd het seizoen 1955 voltooid, wat resulteerde in een derde plaats in het WK voor Bill Lomas, maar ook in de constructeurstitel voor MV Agusta. Uiteindelijk werd een nieuwe eencilinder gebouwd met een volwaardig 250cc blok: de MV Agusta 250 Monocilindrica Bialbero. Die was goed voor de wereldtitel van 1956, maar in 1957 moest men het hoofd buigen voor FB Mondial. In 1958 werd Tarquinio Provini weer wereldkampioen, nadat Mondial gestopt was met racen. 

## MV Agusta 250 Bicilindrica
Eigenlijk was de 250 Bicilindrica ("tweecilinder") al jaren klaar toen hij in 1959 voor het eerst werd ingezet. Hij was ontwikkeld op de nieuwe afdeling in Cascina Costa, een wijk in het zuiden van Samarate, maar had nog maar één keer gewonnen: John Hartle won de GP van België van 1957. Toen de belangrijkste Italiaanse merken eind 1957 stopten met racen, verdween ook de behoefte aan een snellere machine, want de Mondial 250 Bialbero was van het toneel verdwenen. Toch kwam er in 1959 een opvolger met twee cilinders. Feitelijk was dit de eerste MV Agusta die helemaal zelf ontwikkeld was. De eencilinders hadden nog alle kenmerken van de vooroorlogse Benelli 250 en de viercilinders waren gekopieerd van de Gilera 500 4C. Carlo Ubbiali en Tarquinio Provini werden de coureurs, maar Provini richtte zich meer op de 125cc-klasse. Bovendien ontstond er een grote rivaliteit tussen de twee, waardoor er van eventuele stalorders niet veel terechtkwam. Ubbiali werd in beide klassen wereldkampioen in 1959 en in 1960. In dat laatste jaar was Provini al vertrokken naar Moto Morini. In 1961 en 1962 werd de machine nog sporadisch gebruikt, maar in het WK alleen nog in de GP van Spanje van 1960, waar Gary Hocking er zelfs mee wist te winnen. Hij kwam ook nog een tijdje goed mee in de Lightweight TT van dat jaar, maar viel daar uit.

### Technische gegevens

#### Motor
De motor was zeer slank uitgevoerd. Het was een luchtgekoelde tweecilinder viertakt met dubbele bovenliggende nokkenassen die door een tandwieltrein werden aangedreven. De kleppen hadden diameters van 34 mm (inlaat) en 32 mm (uitlaat) en maakten een onderlinge hoek van 90°. De cilinders waren 5° naar voren gekanteld. De boring/slagverhouding bedroeg 55 × 52 mm. Daarmee had men gekozen voor een afwijkende verhouding van de 125 Bialbero eencilinder, die nog een lange slag motor had. De 250 Monocilindrica had nog ongeveer 34 pk geleverd, maar de tweecilinder kwam al tot 37 pk bij 12.500 tpm. Dat was voor die tijd een enorm hoog toerental en veel kenners dachten dat de motor niet heel zou blijven bij zo veel toeren. Er was een wet-sump smeersysteem gebruikt, ook al afwijkend van eerdere constructies van de 250cc MV-racers. De ontsteking was ook bij de 125cc-modellen al eens (voor de zekerheid) met een dubbele bobine uitgevoerd, maar nu was ze volledig dubbel gebouwd, tot en met de bougies. 

#### Rijwielgedeelte
De machine was uitermate slank gebouwd, en waarschijnlijk ontwikkeld door Arturo Magni. Het frame, een chroommolybdeen dubbel wiegframe met driehoeksconstructies, vertoonde alle kenmerken van zijn latere frames. De buisdiameter was 25 × 1,2mm. Voor was een telescoopvork gemonteerd en achter een swingarm met hydraulische schokdempers. Voor en achter waren trommelremmen gebruikt. De voorrem had een diameter van 220mm en de achterrem mat 200mm. 

#### Aandrijflijn
Vanaf de krukas werd de meervoudige droge platenkoppeling door tandwielen aangedreven. De versnellingsbak had zes of zeven overbrengingen en was van het cassette-type. Het achterwiel had kettingaandrijving. 

#### Overzicht (gegevens uit 1960)
| MV Agusta              | 250 Bicilindrica                       |
| ---------------------- | -------------------------------------- |
| Periode                | 1959-1962                              |
| Categorie              | fabrieksracer                          |
| Motortype              | DOHC                                   |
| Bouwwijze              | dwarsgeplaatste paralleltwin           |
| boring                 | 55 mm                                  |
| slag                   | 52 mm                                  |
| Cilinderinhoud         | 247,1 cc                               |
| Smeersysteem           | Wet-sumpsysteem                        |
| Max. Vermogen          | 27,9 kW/38 pk bij 12.500 tpm           |
| Topsnelheid            | 220 km/h                               |
| Primaire aandrijving   | tandwielen                             |
| koppeling              | Meervoudige droge platenkoppeling      |
| versnellingen          | 6 of 7                                 |
| Secundaire aandrijving | ketting                                |
| Rijwielgedeelte        | dubbel wiegframe, buisframe            |
| Voorvork               | telescoopvork                          |
| Achtervork             | swingarm met hydraulische schokdempers |
| Remmen                 | trommelremmen                          |
| Tankinhoud             | 18 liter                               |
| Droog gewicht          | 110 kg                                 |
| Voorganger             | 250 Monocilindrica Bialbero            |
| Opvolger               | geen                                   |